# Laurens Vanthoor
Laurens Vanthoor (Hasselt, 8 mei 1991) is een Belgisch autocoureur. Hij won in 2009 het Duitse Formule 3 kampioenschap en in 2013 de FIA GT Series. Zijn broer Dries Vanthoor is eveneens autocoureur.

## Carrière
Vanthoor begon zijn autosportcarrière in de karting. Hij werd Belgisch en Frans kampioen en werd vierde in het Europese kampioenschap. In 2008 reed hij in de ATS Formel 3 Cup, ook bekend als het Duitse Formule 3 kampioenschap, voor het Nederlandse team Van Amersfoort Racing. Hij vertrok dat jaar drie keer van op poleposition en won twee races. Hij werd vierde in de eindstand van het kampioenschap. Hij werd dat jaar de jongste coureur ooit die deelnam aan de Grand Prix van Macau, de traditionele wedstrijd die aan het einde van het seizoen gehouden wordt en waar coureurs aan deelnemen uit verschillende Formule 3 kampioenschappen. Hij werd zesde in deze race. In 2009 rijdt hij een tweede seizoen voor het Van Amersfoort Racing team in het Duitse Formule 3 kampioenschap. Na 14 manches van de 18 manches had hij voldoende voorsprong in het klassement en won het kampioenschap. Hij sloot het seizoen af met 11 polepositions, reed 10 keer de snelste ronde en won hij 11 keer en finishte vier keer op de tweede plaats. In 2010 stapte hij over naar de Formule 3 Euroseries. Hij finishte in zijn debuutjaar vier keer op een podiumplaats en werd zesde in de eindstand. Ook in 2011 finishte hij op plaats zes in de eindstand van het kampioenschap. In 2012 maakte hij de overstap naar het FIA GT1 World Championship. Hij won met zijn teamgenoot Stéphane Ortelli de eerste race van het seizoen op het Franse Circuit Paul Armagnac. Hij eindigde het kampioenschap op een vierde plaats. In 2013 werd de opvolger van het FIA GT1 World Championship, de FIA GT Series opgestart. Vanthoor en zijn teamgenoot Stéphane Ortelli wonnen het kampioenschap. In 2014 won hij de Blancpain Endurance Series voor Audi. In 2024 werd hij wereldkampioen endurance (FIA WEC) voor Porsche Penske Motorsport.

## Resultaten
Resultaten in vet duiden een poleposition aan, schuingedrukt de snelste ronde in de race.

### Resultaten in het Duitse Formule 3 kampioenschap
| Jaar | Team                  | 1      | 2       | 3     | 4     | 5       | 6     | 7       | 8     | 9     | 10    | 11    | 12    | 13    | 14     | 15      | 16    | 17     | 18    | Pos | Ptn |
| ---- | --------------------- | ------ | ------- | ----- | ----- | ------- | ----- | ------- | ----- | ----- | ----- | ----- | ----- | ----- | ------ | ------- | ----- | ------ | ----- | --- | --- |
| 2008 | van Amersfoort Racing | HOC 12 | HOC Ret | OSC 2 | OSC 8 | NÜR Ret | NÜR 2 | HOC Ret | HOC 7 | TTA 6 | TTA 3 | NÜR 2 | NÜR 2 | LAU 2 | LAU 11 | SAC 2   | SAC 1 | OSC 18 | OSC 1 | 4e  | 85  |
| 2009 | van Amersfoort Racing | OSC 1  | OSC 11  | NÜR 1 | NÜR 2 | HOC 2   | HOC 1 | OSC 1   | OSC 1 | LAU 1 | LAU 2 | TTA 1 | TTA 1 | NÜR 1 | NÜR 12 | SAC Ret | SAC 1 | OSC 1  | OSC 2 | 1e  | 163 |

### Resultaten in de Formule 3 Euro Series
| Jaar | Team           | 1       | 2     | 3       | 4       | 5     | 6      | 7     | 8     | 9     | 10     | 11    | 12    | 13    | 14    | 15     | 16    | 17    | 18      | 19    | 20    | 21    | 22     | 23     | 24    | 25    | 26    | 27     | Pos | Ptn |
| ---- | -------------- | ------- | ----- | ------- | ------- | ----- | ------ | ----- | ----- | ----- | ------ | ----- | ----- | ----- | ----- | ------ | ----- | ----- | ------- | ----- | ----- | ----- | ------ | ------ | ----- | ----- | ----- | ------ | --- | --- |
| 2010 | Signature Team | RIC Ret | RIC 5 | HOC Ret | HOC Ret | VAL 5 | VAL 3  | NOR 9 | NOR 5 | NÜR 2 | NÜR 11 | ZAN 7 | ZAN 2 | BRH 2 | BRH 7 | OSC 13 | OSC 4 | HOC 6 | HOC DSQ |       |       |       |        |        |       |       |       |        | 6e  | 42  |
| 2011 | Signature Team | RIC 8   | RIC 7 | RIC 5   | HOC 3   | HOC 6 | HOC 15 | ZAN 4 | ZAN 5 | ZAN 6 | RBR 7  | RBR 2 | RBR 7 | NOR 2 | NOR 8 | NOR 4  | NÜR 5 | NÜR 3 | NÜR 5   | SIL 6 | SIL 6 | SIL 4 | VAL 11 | VAL 11 | VAL 6 | HOC 3 | HOC 9 | HOC 12 | 6e  | 189 |